# Réunification allemande
Cet article concerne la réunification des deux Allemagnes en 1990. Pour l'unification allemande de 1871, voir Unification allemande.
La réunification allemande (allemand : deutsche Wiedervereinigung, ou dans les lois allemandes Herstellung der Einheit Deutschlands) est le processus qui, d'octobre 1989 à octobre 1990, a conduit à l'intégration de la République démocratique allemande dans la République fédérale d'Allemagne, laquelle était constituée alors par les Länder formant ce qui était appelé l'Allemagne de l'Ouest.
En allemand, ces événements sont désignés par les mots deutsche Einheit (unité allemande) ou, plus rarement, Wiedervereinigung (« réunification ») ou, de façon plus neutre, Wende (« tournant »). Le terme figurant sur les textes officiels est Beitritt der DDR zum Geltungsbereich des Grundgesetzes der BRD (« Accession de la RDA à la zone de validité de la Loi fondamentale de la RFA »), loi mise en vigueur le 23 août 1990 par le Parlement de la RDA. La réunification allemande fut effective le 3 octobre 1990.

## Division de l'Allemagne

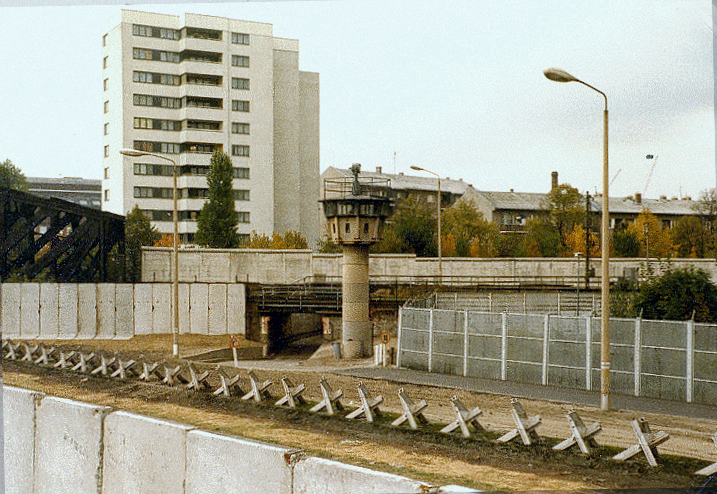
Le mur de Berlin à l'emplacement du passage du S-Bahn en 1980.

L'occupation de l'Allemagne, la guerre froide, la crise du blocus de Berlin et le plan Marshall entraînent en 1949 la création de deux États idéologiquement rivaux : la République fédérale d'Allemagne (Bundesrepublik Deutschland ou RFA) en mai 1949, et la République démocratique allemande (Deutsche Demokratische Republik ou RDA) en octobre 1949. L'Allemagne fédérale rejette toutefois la légitimité de la République démocratique allemande. L'Union soviétique est d'ailleurs tentée d'abandonner celle-ci dans les mois qui suivent la mort de Staline en mars 1953. Mais les troubles qui éclatent en RDA en juin de la même année mettent fin à cette idée.
Dans la nuit du 12 au 13 août 1961, le gouvernement de la RDA construit le mur de Berlin, destiné à empêcher la fuite des habitants de l'Allemagne de l'Est vers la RFA. Le mur et la frontière interallemande, symboles de la division du pays, resteront étroitement surveillés et quasiment étanches jusqu'au mois de novembre 1989.

## Chronologie

### Mouvements populaires en RDA
En 1989, malgré les difficultés économiques et sociales croissantes auxquelles doit faire face le régime de la RDA, la perspective d'une réunification des deux Allemagnes paraît encore lointaine. Le 11 juin 1989, le futur chancelier fédéral Helmut Kohl, déclare que les chances d'une réunification sont inexistantes alors que le secrétaire général du comité central du SED (Parti communiste est-allemand), Erich Honecker, promet que le mur de Berlin durera encore 100 ans. Pourtant, depuis le 2 mai, la frontière entre la Hongrie et l'Autriche est ouverte et de nombreux Allemands de l'Est utilisent cette possibilité pour rejoindre la République fédérale.
Le mécontentement populaire est-allemand grandit et le 4 septembre environ 1 200 personnes défilent à Leipzig pour réclamer des réformes et notamment la liberté de circulation vers l'ouest. C'est le début des « manifestations du lundi » (Montagsdemonstrationen) qui auront lieu dans plusieurs villes jusqu'en mars 1990. Mikhaïl Gorbatchev avait déjà indiqué le 6 juillet que l'Union soviétique n'interviendrait pas pour réprimer les mouvements qui agitent la RDA. Un tournant est atteint le 9 octobre 1989 avec la première véritable manifestation de masse qui réunit environ 70 000 personnes toujours à Leipzig. Peut-être pour ne pas prendre la responsabilité d'un bain de sang, les responsables locaux ordonnent aux différentes forces de sécurité (Stasi, Volkspolizei et NVA) de ne pas interrompre le défilé. Egon Krenz déclarera plus tard avoir personnellement donné cet ordre. Dès lors, le nombre des manifestants ne cessera d'augmenter les deux lundis suivants pour atteindre respectivement 120 000 personnes le 16 et 320 000 le 23 octobre.
Le 18 octobre 1989, peu après les célébrations du 40e anniversaire de la RDA, Honecker est contraint de démissionner par le Politbüro du SED, qui nomme Krenz pour lui succéder. Cette démission ne suffira cependant pas à calmer les manifestants dont les revendications de réforme du système politique ont pris entre-temps un tour de plus en plus radical et incluent entre autres la réunification avec la République fédérale. Finalement, le Conseil des ministres de la RDA démissionne à son tour le 8 novembre 1989, suivi le lendemain par le Politbüro.

### Chute du mur de Berlin
En 1989, les ressortissants est-allemands sont de plus en plus nombreux à quitter la RDA via la Tchécoslovaquie et la Hongrie. Ces pays, complètement débordés par l’afflux des réfugiés, accentuent la pression sur le régime est-allemand. C’est pourquoi, le matin du 9 novembre 1989, Egon Krenz, le chef du SED, réunit en cellule de crise les membres du Politbüro pour élaborer un projet de loi qui doit faciliter les voyages. Il demande au porte-parole du gouvernement, Günter Schabowski, de rendre public ce projet le jour même, lors d’une conférence de presse retransmise en direct par la télévision et la radio est-allemandes.
La conférence débute à 18 heures. Face aux membres du gouvernement, une centaine de journalistes allemands et étrangers. Schabowski commence par évoquer des sujets généraux : « Pour résumer ce qui a été dit aujourd’hui au comité central […] discussion intense du camarade Krenz ».
Il faut attendre 50 minutes pour qu’un journaliste italien pose la seule question dont la réponse intéresse les citoyens de la RDA : vont-ils pouvoir voyager librement ? Schabowski répond : « Nous connaissons le désir, le besoin de la population de voyager, voire de quitter la RDA ». Pendant plus de trois minutes, Schabowski tourne autour du pot. Puis, à 18 h 56, il conclut de façon presque anodine : « Nous avons donc décidé aujourd’hui de prendre une disposition qui permet à tout citoyen de la RDA de sortir du pays par les postes-frontières de la RDA ».
Soudain, les journalistes se réveillent et demandent des précisions : « Dès maintenant ? ». Schabowski, incapable de répondre, se penche alors sur le document et lit : « Les voyages privés à l’étranger pourront être autorisés sans conditions particulières ou raisons familiales. Les autorisations seront délivrées rapidement ».
Question d’un autre journaliste : « À partir de quand ? ». Schabowski : « Pour autant que je sache… immédiatement… sans délai ».
Schabowski ignore que les voyages devaient faire l’objet d’une demande préalable de visa. Un journaliste insiste : « C’est valable aussi pour Berlin-Ouest ? ». Schabowski : « Oui, oui… les départs pourront s’effectuer par tous les postes-frontières de la RDA vers la RFA, y compris vers Berlin-Ouest ».
À 19 heures précises, Schabowski clôt la conférence de presse, laissant en suspens de nombreuses questions, et rentre chez lui.
Tout s'accélère alors. À 19 h 30, les informations de la télévision est-allemande annoncent : « Les demandes de voyages privés à l’étranger peuvent être faites dès à présent sans motif particulier ». De l’autre côté du mur, dès 20 h, la télévision de l’ouest annonce : « Selon Schabowski, les citoyens est-allemands désireux de sortir du pays ne sont plus obligés de passer par la Tchécoslovaquie ».
À 20 h 30, les premiers citoyens de la RDA se dirigent vers les postes-frontières, qui restent fermés, car les soldats ne sont au courant de rien.
À 20 h 45, le Politbüro reste enfermé en cellule de crise à Berlin-Est et n'est pas informé de ce qui se passe. La nouvelle parvient à Bonn, au Bundestag. La séance plénière est interrompue. Les députés se lèvent et entonnent spontanément l’hymne national.
À Berlin, une foule toujours plus nombreuse se rassemble aux postes-frontières. Les soldats reçoivent enfin des ordres. Pour calmer le jeu, ils doivent laisser passer quelques personnes. Mais la situation leur échappe complètement. À 22 h 45, les informations de l’Ouest annoncent : « Ce 9 novembre est un jour historique. La RDA a annoncé que ses frontières étaient désormais ouvertes à tous. Les portes du mur sont grandes ouvertes ».
Au même moment, les soldats est-allemands qui ne sont plus en mesure de contrôler la foule ouvrent effectivement les postes-frontières. À 0 h 2, tous les postes-frontières de Berlin sont ouverts. Durant la nuit, des dizaines de milliers d’Allemands de l’Est peuvent accéder librement à la partie ouest de la ville. Le lendemain, le gouvernement de la RDA en est encore à se demander si l’armée peut reprendre le contrôle des frontières.

### Le chemin vers l'unité
Le 13 novembre 1989, la Chambre du peuple (Volkskammer), le Parlement de la RDA, élit Hans Modrow au poste de ministre-président. Gorbatchev déclare que la réunification est une question que les Allemands doivent régler entre eux. La mention du rôle particulier du SED (Sozialistische Einheitspartei Deutschlands, « Parti socialiste unifié d'Allemagne »), est retirée de la constitution, ce qui ouvre potentiellement la voie à des élections libres et à une véritable opportunité d'accession au pouvoir des autres partis politiques. À partir du 7 décembre, le nouveau gouvernement dirigé par Modrow accepte de discuter avec les nouveaux groupes d'opposition et les Églises lors d'une « table ronde centrale ». D'autres « tables rondes » sont formées à l'échelon communal. Les principales revendications des opposants portent sur la démocratisation du régime, la tenue d'élections libres et la dissolution du ministère de la Sécurité d’État (Ministerium für Staatssicherheit, plus connu sous l'acronyme de « Stasi »). La réunification allemande n'est cependant pas à l'ordre du jour.
Le 18 mars 1990, se tiennent les élections pour la Volkskammer. Autant à l'est qu'à l'ouest, de nombreuses discussions portent sur le calendrier et les modalités d'une réunification. Après la victoire des conservateurs de l'« Alliance pour l'Allemagne » (Allianz für Deutschland - coalition de trois partis conservateurs : CDU de l'Est, DSU et DA), le processus en faveur d'une réunification rapide en utilisant l'article 23 de la loi fondamentale de la République fédérale d'Allemagne est enclenché. Cet article permet à un Land allemand de faire une déclaration unilatérale d'adhésion au domaine d'application de la loi fondamentale lorsque celle-ci n'était pas en vigueur lors de son adoption en 1949. La loi du 22 août 1990 consacre donc la reconstitution des anciens Länder dissous par la réforme territoriale de 1952 et qui avaient été remplacés par 15 Bezirke (districts). Ainsi, sont recréés les Länder de Brandebourg, Mecklembourg-Poméranie-Occidentale, Saxe, Saxe-Anhalt et Thuringe, tandis que Berlin-Est est joint à Berlin-Ouest pour former le Land de Berlin.
Dans la nuit du 22 au 23 août 1990, la Volkskammer décide la déclaration de l'adhésion avec effet le 3 octobre 1990. Il est à remarquer que cette date est unilatéralement décidée par le Parlement de la RDA sans consultation du gouvernement ou du Parlement de la RFA. Le 14 octobre 1990, les premières élections régionales dans les nouveaux Länder, destinées à constituer les Landtage, confortent la mainmise sur la RDA des partis conservateurs réunis au sein de l'Alliance pour l'Allemagne, seul le Brandebourg donnant une majorité au SPD de l'Est.

### Réunification

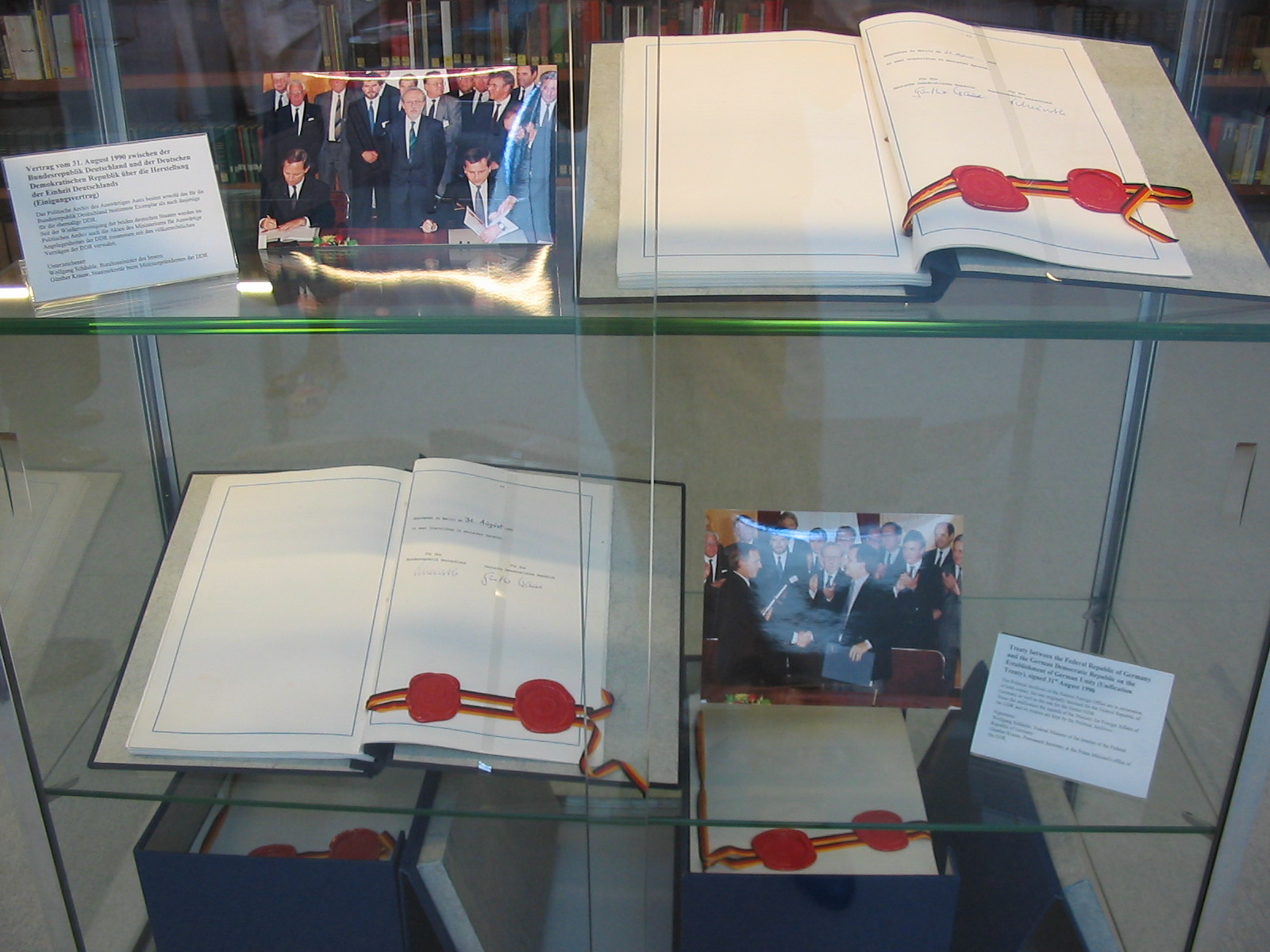
Les deux exemplaires du traité d'unification à Berlin.

Les modalités de la réunification sont fixées par le traité d'unification (Einigungsvertrag) signé à Berlin le 31 août 1990 et ratifié le 20 septembre par la Volkskammer de l'Est avec 299 contre 80 votes et par le Bundestag de l'Ouest avec 442 contre 47 votes. Avec le traité des 2+4 (Traité de Moscou), un traité de paix entre les deux États allemands et les quatre puissances victorieuses de la Seconde Guerre mondiale (États-Unis, France, Royaume-Uni et Union soviétique) signé à Moscou le 12 septembre 1990, la totalité du territoire allemand (comprenant Berlin) devient pleinement souverain au moment de la réunification qui intervient le 3 octobre 1990. À cette date, la constitution de la RDA devient caduque, remplacée sur l'ancien territoire est-allemand par la Loi fondamentale de la République fédérale d'Allemagne.
Enfin, le Traité sur la frontière germano-polonaise signé le 14 novembre 1990 à Varsovie fixe les limites de l'Allemagne réunifiée avec la Pologne sur la ligne Oder-Neiße, frontière effective depuis 1945. L'Allemagne renonce donc définitivement aux anciennes provinces de Prusse-Orientale, de Silésie, de Poméranie orientale et à la partie du Brandebourg située à l'est de ces deux rivières.

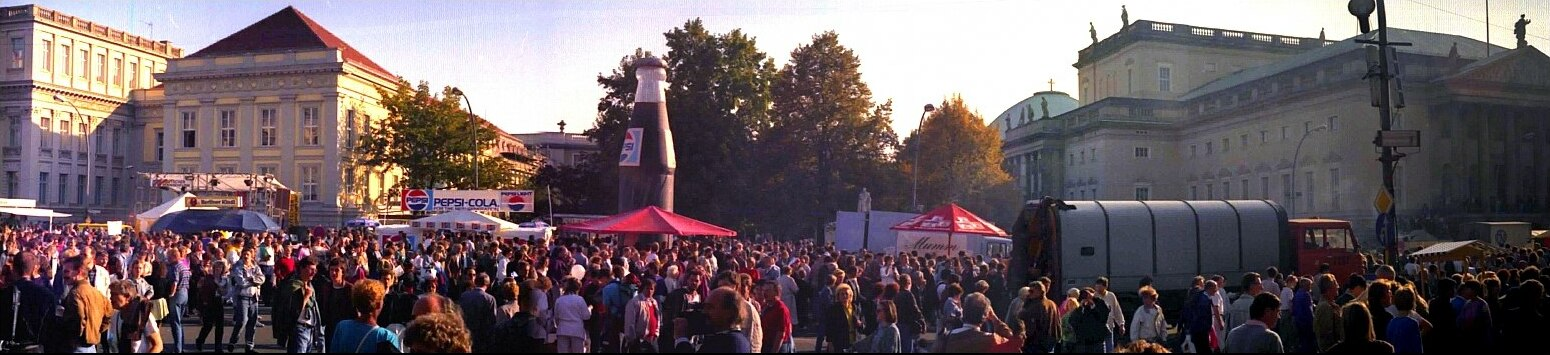
Le mercredi 3 octobre 1990, une foule se trouve sur l'avenue Unter den Linden pour fêter la réunification de la RDA et la RFA avec des objets publicitaires de Pepsi-Cola… journée annonçant de nouvelles formes de consommation pour les Allemands de l'Est, avec l'arrivée d'un camion-poubelle.

## Conséquences pratiques

### La monnaie
Le traité monétaire signé à Bonn au palais Schaumburg (Chancellerie fédérale), le 18 mai 1990 entre la RFA et la RDA est le premier acte significatif de la réunification allemande. Celui-ci stipule qu'à partir du 1er juillet suivant, le Deutsche Mark émis par la République fédérale d'Allemagne devient également l'unité monétaire de la République démocratique allemande. L'ancien Mark est-allemand (ou Ostmark), non convertible, dont la parité théorique était d'1 DM mais qui se négociait à un niveau bien inférieur sur le marché libre, fut néanmoins échangé à parité (1:1).

### Les privatisations
La mise aux normes des structures économiques est-allemandes à l'économie de marché nécessita la privatisation de 14 000 entreprises d'État et coopératives existantes (représentant 80 % de l'économie de la RDA). La supervision de ce processus fut confiée à un organisme de droit ouest‑allemand, la Treuhandanstalt, qui siégeait à Berlin dans l'ancien bâtiment du Reichsluftfahrtministerium (« Ministère de l'Air du Reich » de Göring) et employait 4 000 personnes.

### Les dettes publiques de la RDA
Les dettes est-allemandes furent transférées dès 1994 à un fonds spécial et réparties à parts égales entre l'État fédéral et les nouveaux Länder de l'est, les recettes des privatisations servant en partie au désendettement.

### Le système de protection sociale
Le système de protection sociale ouest-allemand étant moins développé qu'en Allemagne de l'Est, la réunification suscite dès lors l'inquiétude au sein de la population de l'ex-RDA.
Ainsi, le journal El País note en 1990 : « […] De nombreuses femmes éprouvent des craintes à l’égard des lois de la RFA ainsi que face au chômage et au démantèlement des services sociaux dont les mères ont jusqu’à présent bénéficié. En RDA, les mères au travail jouissent d’une garantie de places dans une crèche, de salaire et de préservation de leur emploi »,. Après la réunification, l'essentiel des structures sociales destinées à accueillir les enfants et les adolescents (crèches, jardins d’enfants, études dirigées, clubs de jeunes, colonies de vacances, etc) est progressivement démantelé.

### Les entreprises publiques

#### Le transport ferroviaire
Jusqu'au 1er janvier 1994, le transport ferroviaire au niveau national relevait des deux entreprises publiques qui existaient pendant la séparation : la Deutsche Bundesbahn à l'ouest et la Deutsche Reichsbahn (DR) à l'est. Celles-ci fusionnèrent pour créer la Deutsche Bahn société anonyme dont le capital est détenu à 100 % par l'État fédéral.

#### Le transport aérien
Des deux sociétés nationales existantes, Lufthansa à l'ouest et Interflug à l'est, la seconde ne survécut pas à la réunification. Interflug cessa ses activités en 1991.

#### Les transports berlinois
Des deux sociétés dénommées Berliner Verkehrsbetriebe (Compagnie des transports berlinois), mais ayant deux sigles différents — BVG à Berlin-Ouest et BVB à Berlin-Est — seule la BVG obtint le monopole des transports dans le « Grand-Berlin ». Elle reprit donc l'exploitation des réseaux de BVB. Elle est depuis détenue à 100 % par le Land de Berlin.

#### Les postes et télécommunications
Les sociétés chargées des postes et télécommunications : Deutsche Bundespost pour l'ouest et Deutsche Post (de) pour l'est, fusionnèrent le 1er juillet 1990, pour créer trois entreprises publiques distinctes :
- Deutsche Bundespost Postbank : chargée de la banque postale et des services financiers ;
- Deutsche Bundespost Telekom : chargée des communications électroniques ;
- Deutsche Bundespost Postdienst : chargée du service postal fédéral.

### La réunification de Berlin

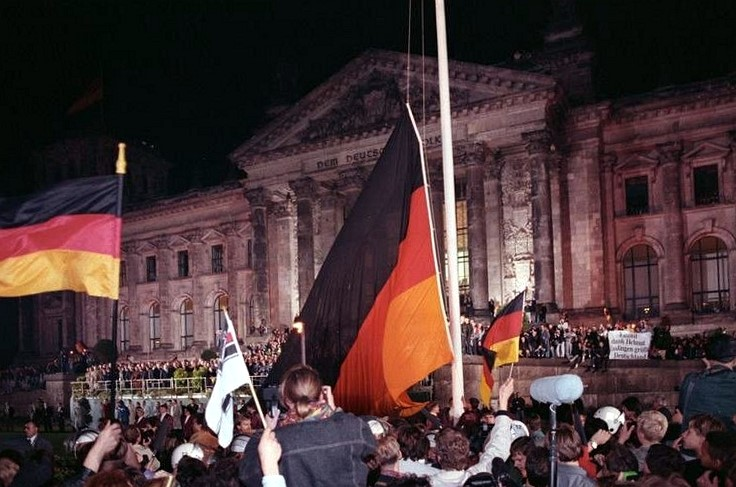
Le drapeau de la RFA hissé devant le palais du Reichstag, le 3 octobre 1990.

La réunification de la ville de Berlin intervint le même jour que la réunification du pays, le 3 octobre 1990. Bonn qui fut capitale provisoire de République fédérale perdit donc ce statut au profit de celui de « ville fédérale » (Bundesstadt), statut unique octroyé à une ville allemande.
Les structures institutionnelles des deux municipalités (le Sénat de Berlin-Ouest et le conseil municipal de Berlin-Est) avaient tenu leur première réunion commune au Rotes Rathaus (ancien hôtel de ville central) le 12 juin précédent. La Constitution de Berlin votée pourtant par le Sénat ouest-berlinois le 1er septembre 1950 et valable pour l'ensemble du Land, entra en application seulement au moment de la réunification de la ville (le même jour eurent lieu les premières élections municipales communes). Walter Momper, tout juste nommé Maire-gouverneur de Berlin-Ouest, deviendra le premier maire de la capitale allemande réunifiée.
La réunification de la ville permit également à l'essentiel des institutions fédérales de s'y installer de façon définitive, comme :
- la Présidence au château de Bellevue ;
- la Chancellerie dans un nouveau bâtiment de 12 000 m2 construit à cet effet ;
- le Bundesrat dans l'ancienne chambre des seigneurs de Prusse ;
- le Bundestag dans l'ancien palais du Reichstag.

Cependant, pour des raisons plus financières que politiques, de nombreux ministères, ambassades et autres institutions n'ont pas été transférés à Berlin et sont restés à Bonn.

### Le ministère fédéral des Relations intra-allemandes
Le ministère fédéral des Relations intra-allemandes qui fut chargé des relations entre les deux pays dans le cadre de la « politique allemande » (Deutschlandpolitik) du Gouvernement fédéral fut le seul à être dissous en 1991, ne trouvant plus dès lors son utilité.

### L'armée
Une partie des effectifs de la Nationale Volksarmee (« Armée populaire nationale » de la RDA) fut intégrée dans la Bundeswehr (Armée fédérale ouest-allemande) lorsqu'ils présentaient des gages de respect de la constitution de la RFA. Une sorte de « décommunisation » (par analogie avec la dénazification) eut alors lieu. Les officiers les plus haut gradés furent mis à la retraite d'office. Une partie de l'armement fut vendue ou donnée aux pays intéressés (pays de l'Est, Proche-Orient, etc.). Le reste fut rebuté ou « occidentalisé », c'est-à-dire mis aux normes OTAN, et intégré dans la Bundeswehr, par exemple les MiG-29.

### Le sport
Les fédérations sportives est-allemandes furent dissoutes et leurs structures intégrées à leurs homologues d'Allemagne de l'Ouest. Les championnats ouest-allemands furent réorganisés afin d'accueillir dans leurs rangs les anciens clubs de RDA.
Par exemple, le Championnat de RDA de football fut ainsi supprimé ; seuls les deux premiers clubs du dernier championnat est-allemand (Hansa Rostock et Dynamo Dresde) furent admis en Bundesliga pour la saison 1991/1992, ce championnat étant alors étendu à vingt clubs. Les autres clubs classés de la troisième à la sixième place de ce même championnat de RDA furent directement admis en Bundesliga.2 : FC Rot-Weiss Erfurt, Hallescher FC, Chemnitzer FC et FC Carl Zeiss Iéna. Puis deux autres y furent admis à la suite de matches de barrages entre les clubs classés de la septième à la douzième place : VfB Leipzig et BSV Stahl Brandenburg. Les quatre clubs éliminés lors de ces barrages et les deux derniers du championnat intégrèrent l'Oberliga Nordost.
Lors du Championnat du monde féminin de handball 1990 disputé en novembre et décembre 1990, deux Allemagnes sont encore présentes lors de la compétition et c'est d'ailleurs l'ex-RDA qui s'impose 25 à 19 face à l'ex-RFA lors de la petite finale à forte portée symbolique.

### Cinéma
La réunification allemande a ouvert de nouvelles perspectives pour les réalisateurs des deux côtés du mur, influençant profondément le cinéma allemand[réf. nécessaire]. Wolfgang Becker, avec son film Good Bye Lenin! (2003), a illustré la nostalgie de l'Allemagne de l'Est et les défis culturels de la réunification. Le film mélange subtilement humour et mélancolie, offrant une perspective émotionnelle sur ces événements. Cette période a également vu une diversification des histoires, enrichissant ainsi le cinéma allemand.[réf. nécessaire]

### Théâtre
Le théâtre de l'Est, souvent axé sur la politique et la critique sociale, a fusionné avec celui de l'Ouest, plus orienté vers des sujets individuels et familiaux. Cette fusion a créé une nouvelle forme de théâtre qui aborde simultanément les questions politiques et les dilemmes personnels, reflétant ainsi la complexité de la société post-réunification.

### Musique
Des artistes comme Udo Lindenberg et Kurt Weill ont montré comment la musique pouvait refléter et influencer les réalités sociales et politiques. La réunification a permis l'émergence d'une scène musicale diverse, mélangeant les genres de l'Est et de l'Ouest, et enrichissant le paysage musical allemand.[réf. nécessaire]

### Médias et Communication
Les médias et la communication ont joué un rôle important dans la culture post-réunification, façonnant l'opinion publique et influençant la culture contemporaine. Cette richesse et diversité des médias en Allemagne contribuent à façonner l'opinion publique et à influencer la culture contemporaine[réf. nécessaire].

### Identité nationale et Histoire
L'identité nationale et l'histoire, notamment la commémoration de l'Holocauste, sont au cœur de la culture allemande post-réunification. Cette commémoration représente un aspect crucial de l'identité nationale et de la culture en Allemagne[source insuffisante].

## Situation comparée entre l'ex-RDA et le reste de l'Allemagne
Menée au pas de charge, la réunification s'effectue par l'intégration de l'ex-RDA dans le système politique, économique et social de l'Allemagne de l'Ouest, sans période de transition. Il en résulte un effondrement économique brutal et une hausse massive du chômage. En juillet 1990, la production industrielle chute de 43,7 % par rapport à l’année précédente, de 51,9 % en août et de près de 70 % fin 1991, tandis que le nombre officiel de chômeurs grimpe d’à peine 7 500 en janvier 1990 à 1,4 million en janvier 1992, et plus du double en comptant les travailleurs au chômage technique, en reconversion ou en préretraite. Au niveau idéologique, le nouveau gouvernement de l'Allemagne met en oeuvre, dès la réunification, une politique d'effacement historique et identitaire de l'ancienne Allemagne de l'est, ce qui provoque des frictions,.

Élections européennes de 2024 en Allemagne

Trente ans après la chute du mur de Berlin, l’écart en termes économique, social ou même culturel persiste entre l’ex-RDA et l'Allemagne de l’Ouest, même s'il diminue régulièrement. Ainsi, alors que le PIB par habitant de la RDA représentait 43 % de celui de l’Allemagne de l'Ouest en 1990, le niveau des cinq Länder de l’Est est de 75 % de celui des Länder de l'Ouest en 2018. Le chômage demeure aussi plus important à l'Est où il atteint 7,6 % de la population en 2017 contre 5,3 % à l'Ouest,.

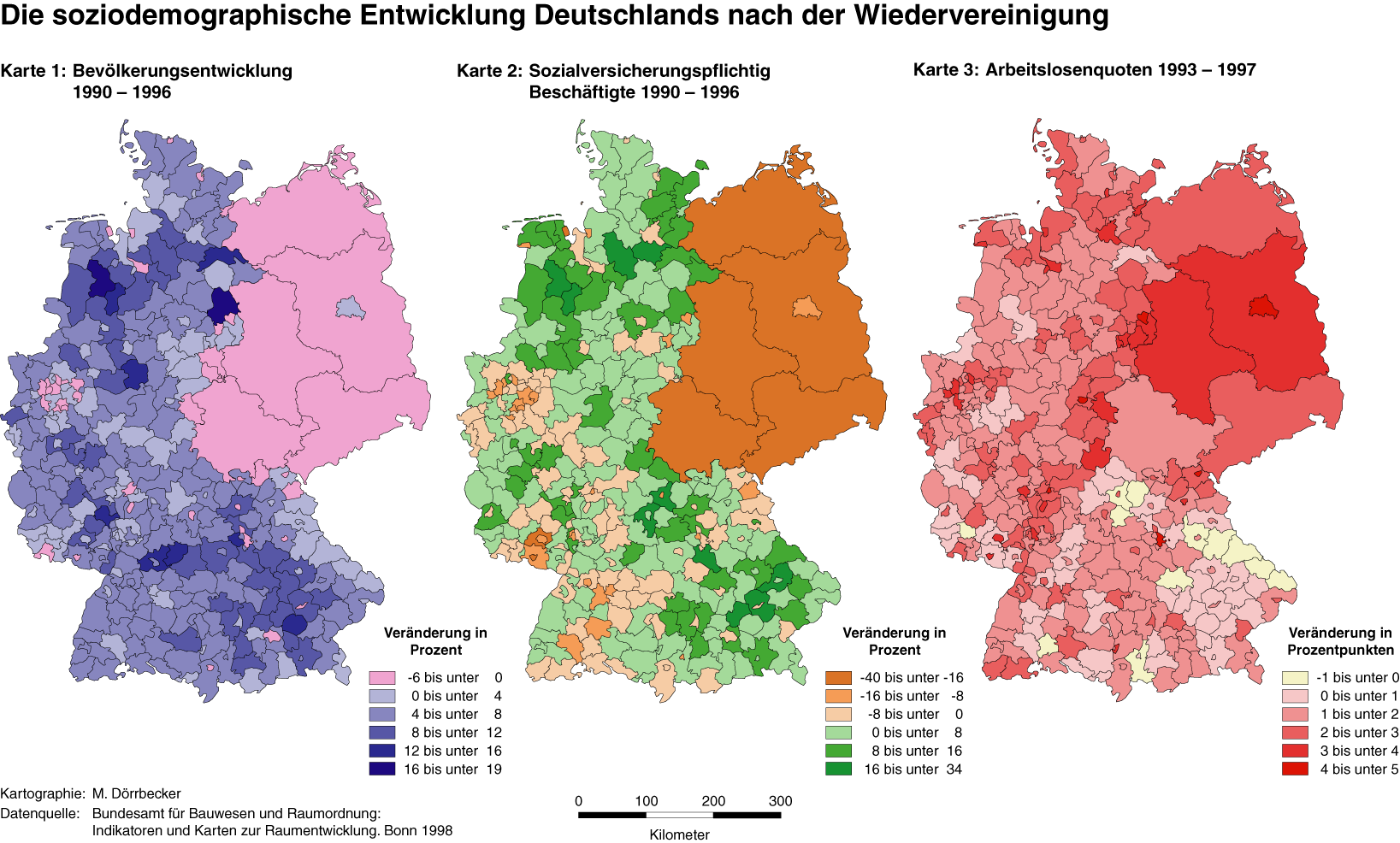
Ces cartes illustrent l'évolution démographique et économique des différentes régions d'Allemagne dans les années qui suivent la réunification. Carte de gauche : évolution démographique ; carte centrale : évolution de la proportion de salariés assujettis à l'assurance sociale ; carte de droite : évolution du taux de chômage.

Serge Berstein et Pierre Milza considèrent que le terme « réunification » peut être critiqué tant les deux anciennes Allemagnes semblent encore exister sous certains aspects (chômage supérieur à l'Est, salaires inférieurs, dynamiques de vote différentes…). Ils proposent de qualifier ce processus comme étant « l'absorption de la RDA par la RFA ».
L'expression réunification allemande fait l'objet de critiques étant donné qu'il s'agit à proprement parler d'une annexion de la République démocratique allemande par la République fédérale d'Allemagne.
Dans un article consacré à l'historiographie de la RDA en France, l'historien Ulrich Pfeil estime que cette réduction de l'histoire de l'unification allemande à une liquidation de la RDA, à une « Annexion » est caractéristique d'un certain courant historiographique français, ainsi que de quelques personnalités politiques, comme Jean-Luc Mélenchon, qui font l'impasse sur le fait que « ce sont beaucoup d'Allemands de l'Est eux-mêmes qui ont voulu se libérer de l'héritage physique et intellectuel de la RDA et des divers souvenirs désagréables du régime SED immédiatement après la chute du mur de Berlin ». Pour Pfeil, il s'agit d'un « courant populiste de gauche dans les études historiques, qui instrumentalise l'histoire de la perte de la RDA et l'unité allemande dans leur lutte idéologique contre le « néolibéralisme » ».

## Célébrations
La célébration de la réunification est aujourd'hui la fête nationale allemande, le « jour de l'Unité allemande », célébrée le 3 octobre en souvenir de la déclaration d'adhésion. Le 9 novembre, date de la chute du mur de Berlin en 1989, avait également été proposé, mais cette date rappelle aussi de sombres épisodes de l'histoire allemande, comme la « nuit de Cristal » de 1938, ou le putsch avorté d'Adolf Hitler à Munich. C'est pourquoi elle ne fut pas retenue.